# 586
| Calendário gregoriano                                                        | 586 DLXXXVI                     |
| Ab urbe condita                                                              | 1339                            |
| Calendário arménio                                                           | 34 – 35                         |
| Calendário bahá'í                                                            | -1258 – -1257                   |
| Calendário budista                                                           | 1130                            |
| Calendário chinês                                                            | 3282 – 3283                     |
| Calendário copta                                                             | 302 – 303                       |
| Calendário etíope                                                            | 578 – 579                       |
| Calendários hindus - Vikram Samvat - Calendário nacional indiano - Cáli Iuga | 641 – 642 507 – 508 3686 – 3687 |
| Calendário Holoceno                                                          | 10586                           |
| Calendário islâmico                                                          | 37 BH – 36 BH                   |
| Calendário judaico                                                           | 4346 – 4347                     |
| Calendário persa                                                             | 36 BP – 35 BP                   |
| Calendário rúnico                                                            | 836                             |
| Calendário solar tailandês                                                   | 1129                            |

586 (DLXXXVI na numeração romana) foi um ano comum do século II do Calendário Juliano, da Era de Cristo, a sua letra dominical foi F (52 semanas), teve início e término numa terça-feira
| Ano completo                       |
| ---------------------------------- |
| Ano comum com início à terça-feira |

## Mortes
- Leovigildo, rei dos Visigodos